# 생방송 대전입니다
생방송 대전입니다는 KBS대전 1라디오에서 방송했던 시사교양 프로그램이다.

## 역사
2004년 10월 18일에 첫방송을 시작해, 2010년 12월 31일에 잠정적으로 폐지됐다가, 2011년 11월 7일에 다시 1년만에 부활했으나, 2016년 12월 30일 방송을 마지막으로 12년만에 폐지되었다.

## 역대 방송시간
| 방송 채널       | 방송 기간                          | 방송 시간                  |
| --------------- | ---------------------------------- | -------------------------- |
| KBS대전 1라디오 | 2004년 10월 18일 ~ 2008년 4월 18일 | 평일 오후 2:30 ~ 오후 3:58 |
| KBS대전 1라디오 | 2008년 4월 21일 ~ 2010년 12월 31일 | 평일 오후 3:10 ~ 오후 3:58 |
| KBS대전 1라디오 | 2011년 11월 7일 ~ 2016년 12월 30일 | 평일 저녁 6:10 ~ 저녁 6:58 |

## 역대 진행자

### 1기
- 2004년 10월 18일 ~ 2005년 4월 29일 : 김연선, 주혜연 아나운서
- 2005년 5월 2일 ~ 2009년 10월 23일 : 김연선 아나운서
- 2009년 10월 26일 ~ 2010년 4월 16일 : 박윤도 아나운서
- 2010년 4월 19일 ~ 2010년 12월 31일 : 박성준 아나운서

### 2기
- 2011년 11월 7일 ~ 2012년 11월 2일 : 박성준 아나운서
- 2012년 11월 5일 ~ 2013년 4월 5일 : 김연선 아나운서
- 2013년 4월 8일 ~ 2015년 11월 20일 : 박명원 아나운서
- 2015년 11월 23일 ~ 2016년 12월 30일 : 전유미 아나운서